# Larache (provincie)
Larache is een provincie in de Marokkaanse regio Tanger-Tétouan.
Larache telt 472.386 inwoners op een oppervlakte van 278 km².

## Grootste plaatsen
| Plaats           | Inwoners (1994) | Inwoners (2004) |
| ---------------- | --------------- | --------------- |
| Ksar-el-Kebir    | 107.003         | 107.380         |
| Larache          | 90.131          | 107.371         |
| Laouamra         | 29.514          | 35.161          |
| Zouada           | 18.985          | 20.930          |
| Beni Garfett     | 18.032          | 16.393          |
| Sahel            | 15.248          | 15.785          |
| Rissana Janoubia | 14.841          | 15.890          |
| Souk L'Qolla     | 14.565          | 16.903          |
| Souk Tolba       | 13.175          | 13.142          |

Ben Slimane · Khouribga · Settat · El Jadida · Safi · Boulmane · Fez · Moulay Yacoub · Sefrou · Kénitra · Sidi Kacem · Casablanca · Médiouna · Mohammedia · Nouaceur · Assa-Zag · Guelmim · Tan-Tan · Tata · Boujdour · Es-Semara · Lâayoune · Al Haouz · Chichaoua · Essaouira · Kelâat Es-Sraghna · Marrakech · Al Ismaïlia · El Hajeb · Errachidia · Ifrane · Khénifra · Meknès · Berkane · Figuig · Jerada · Driouch · Nador · Oujda-Angad · Taourirt · Aousserd · Oued ed Dahab · Khémisset · Rabat · Salé · Skhirat-Témara · Agadir-Ida-Ou-Tanane · Inezgane-Aït Melloul · Chtouka-Aït Baha · Ouarzazate · Taroudant · Tiznit · Zagora · Azilal · Béni-Mellal · Chefchaouen · Fahs-Bni Mkada · Larache · Tanger-Asilah · Tétouan · Al Hoceima · Taounate · Taza